# Puente de Domingo Flórez
Puente de Domingo Flórez ist eine Gemeinde mit 1.385 Einwohnern (Stand: 2024) im nordwestlichen Zentral-Spanien in der Provinz León in der Autonomen Gemeinschaft Kastilien-León. Die Gemeinde besteht neben dem Hauptort Puente de Domingo Flórez aus den Ortschaften Castroquilame, Robledo de Sobrecastro, Salas de la Ribera, San Pedro de Trones, Las Vegas de Yeres und Yeres.

## Geografie
Puente de Domingo Flórez liegt etwa 95 Kilometer westlich von León in einer Höhe von ca. 375 m. Hier fließt der Río Cabrera in den Río Sil, der die Gemeinde im Westen begrenzt.

## Bevölkerungsentwicklung
| Jahr        | 1900 | 1950 | 1970 | 1981 | 1991 | 2001 | 2011 | 2021 |
| ----------- | ---- | ---- | ---- | ---- | ---- | ---- | ---- | ---- |
| Einwohner   | 1935 | 2288 | 2040 | 2066 | 2045 | 1960 | 1655 | 1438 |
| Quelle: INE |      |      |      |      |      |      |      |      |

## Sehenswürdigkeiten
- Rochuskirche in Puente de Domingo Flórez
- Rathaus

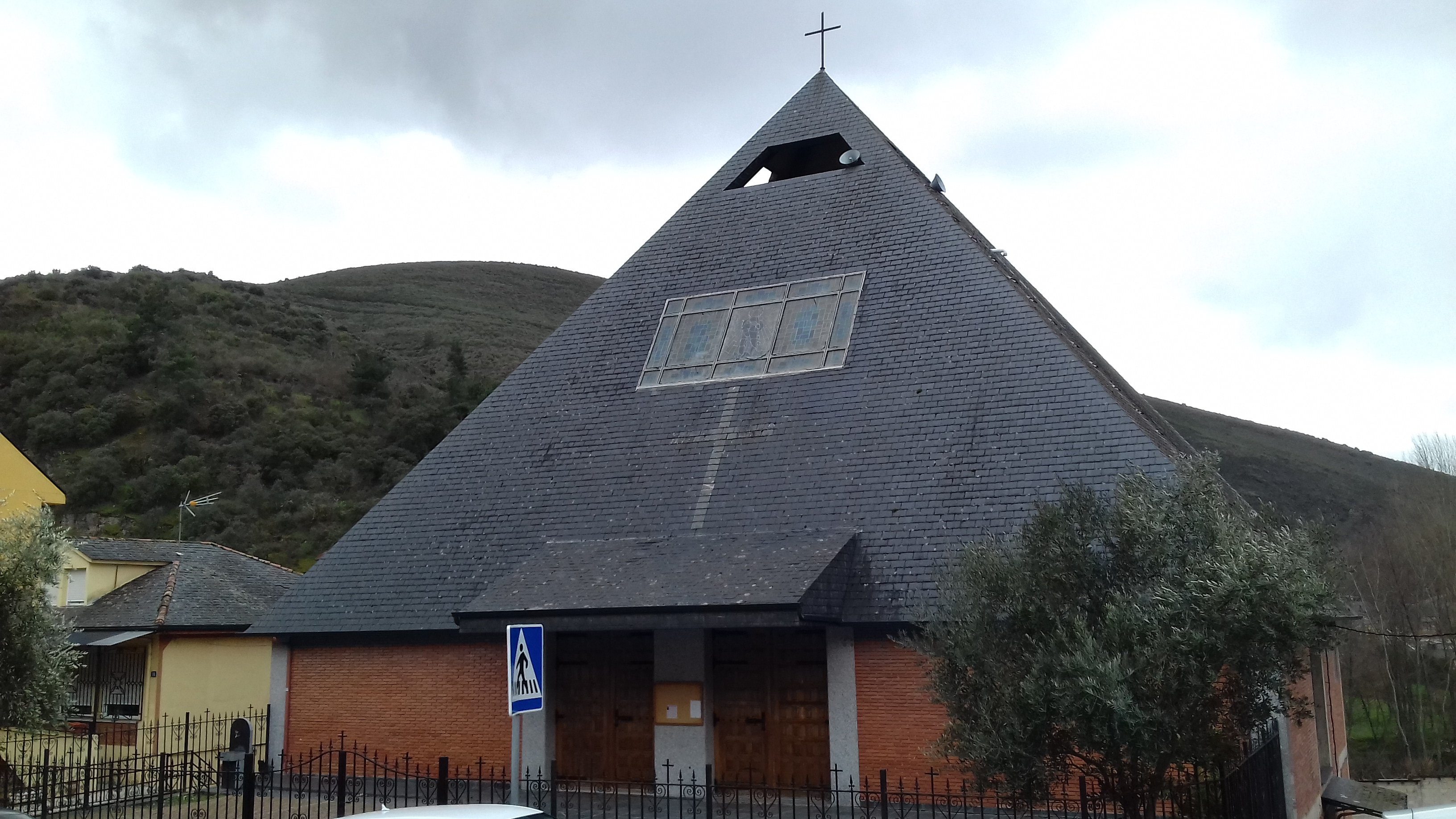
Rochuskirche
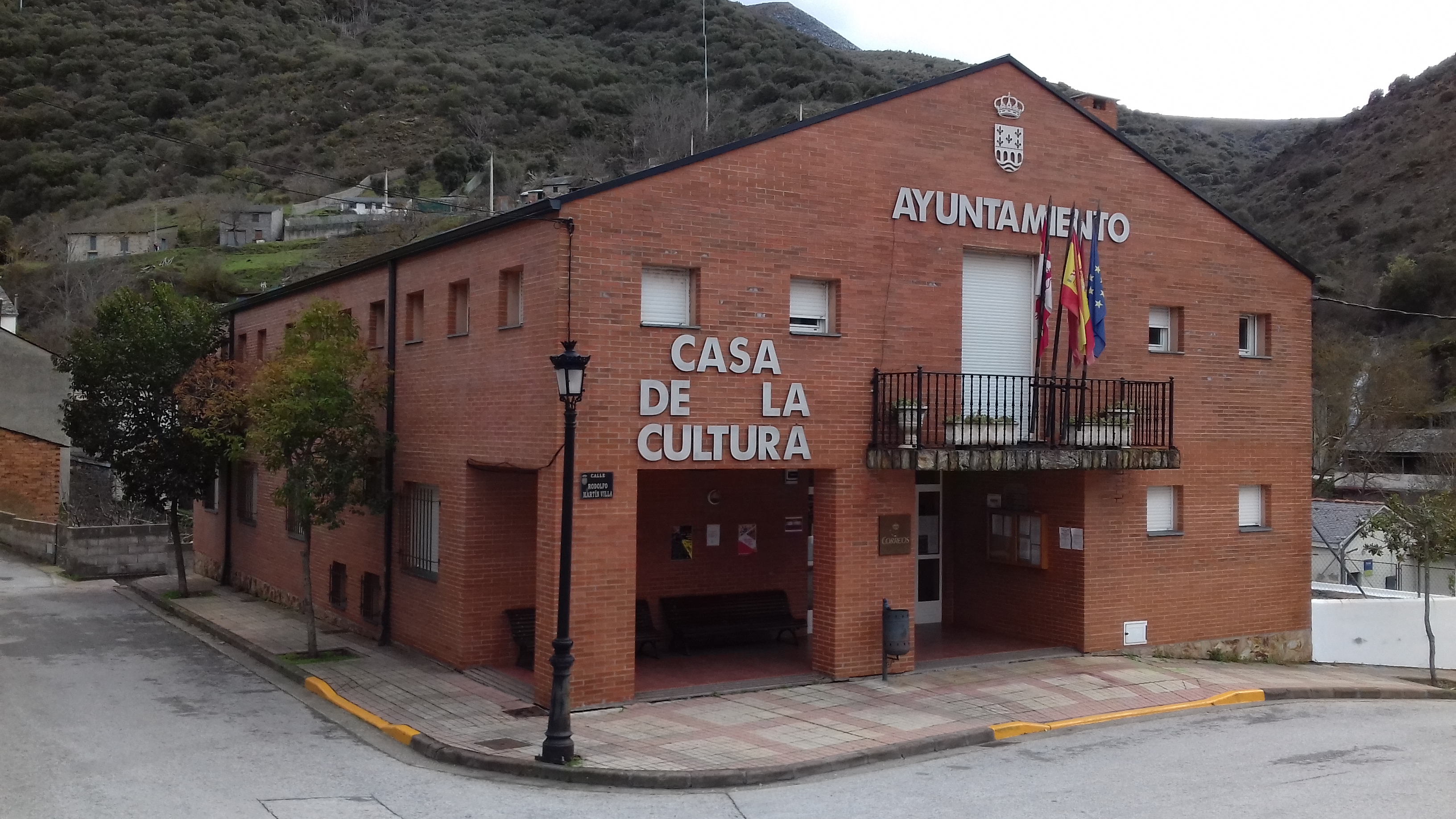
Rathaus